# Claudia Schwarz
Claudia Schwarz (* 2. Januar 1972 in Nordhorn als Claudia Runde; † 16. Februar 2023 in Baal) war eine deutsche Autorin.

## Leben
Claudia Schwarz war verheiratet und Mutter dreier Kinder. Sie lebte und arbeitete in einem kleinen Dorf zwischen Aachen und Mönchengladbach. Nachdem sie lange Jahre als Krankenschwester tätig gewesen war, wandte sie sich endgültig der Schriftstellerei zu und schrieb überwiegend im Genre historischer Roman und Fantasy.
Claudia Schwarz starb am 16. Februar 2023 friedlich in ihrem Zuhause.

## Werke
Historische Romane
- Hochlandfuchs. 2012, ISBN 978-3-943596-30-4.
- Tal des Raben. 2013, ISBN 978-3-943596-46-5.

Fantasy
- Ghosem – Das Seelenportal. 2014, ISBN 978-1-5143-0697-0.
- Ghosem – Seelenbande. 2015, ISBN 978-1-4995-0012-7.
- Ghosem – Seelenfeuer. 2018, ISBN  978-1978429369